# Урако

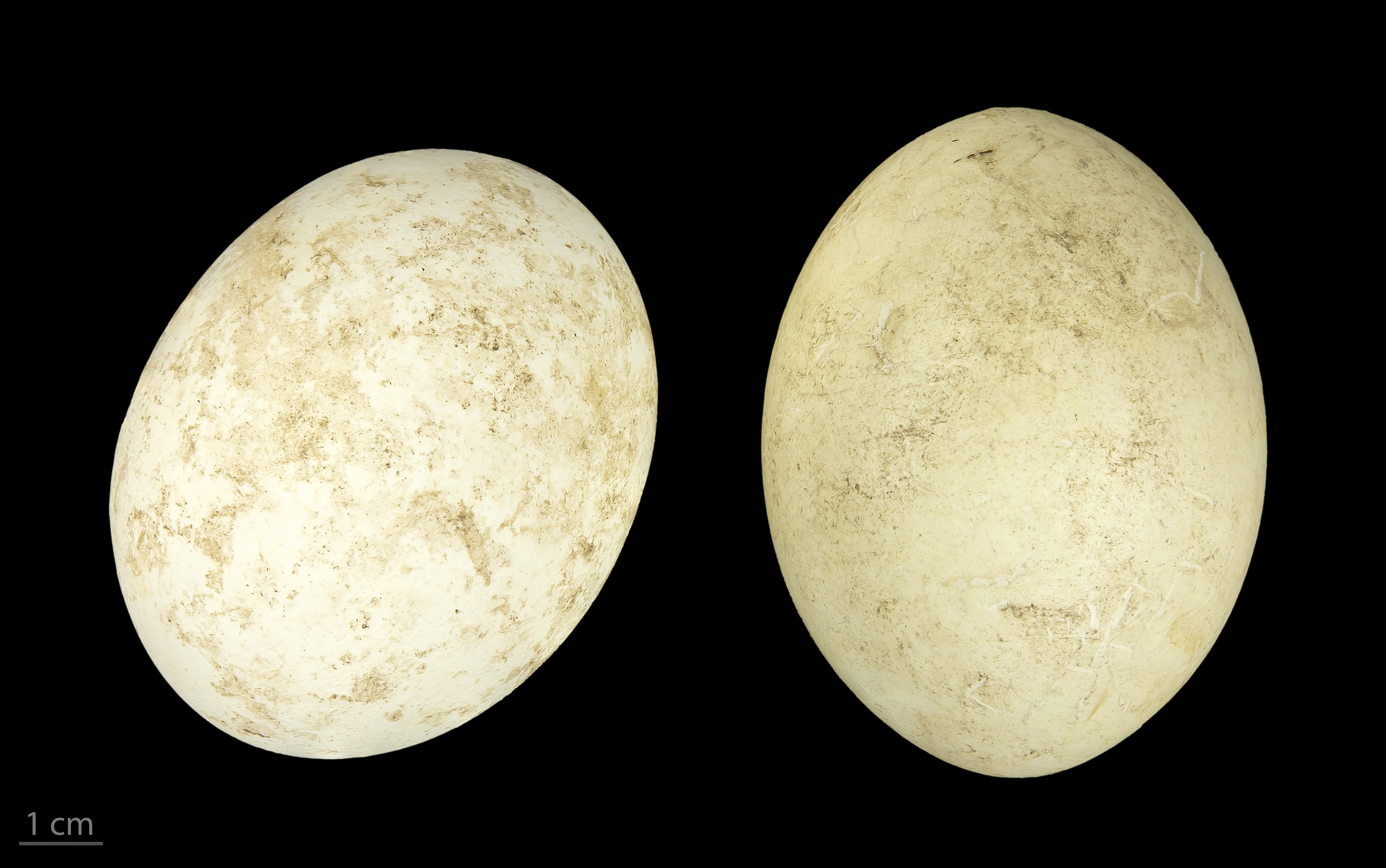
Яйця напівлапчастої гуски (Тулузький музей)

Урако , напівлапчаста гуска (Anseranas semipalmata) — вид птахів ряду гусеподібних, єдиний вид своєї родини. Інколи його відносили до окремої підродини в родині качкових (Anatidae), проте урако більше споріднений з паламедеями (Anhimidae), оскільки розділяє з ними деякі ознаки. Для цього птаха, як і для паламедей, характерні порівняно довгі лапи, довга шия і сильно зредуковані плавальні перетинки. З іншого боку, широкий дзьоб оранжево-жовтого або червоного кольору, що переходить у своєї основи в горбок, є типовою ознакою качок. Оперення на шиї, голові, верхній частині лап і на краях крил чорне, на решті тіла скрізь біле. Лапи у напівлапчастої гуски оранжевого кольору. Ще однією особливістю є те, що під час линяння урако, на відміну від інших гусок, не втрачають здатність літати, оскільки у них не відразу випадає все необхідне для польоту пір'я. Самці досягають величини 90 см; самки, як правило, дещо дрібніші.